# Cesare Crispolti
Cesare Crispolti, né en janvier 1563 à Pérouse et mort dans cette même ville le 21 avril 1608, est un historien et homme de lettres italien.

## Biographie
Cesare Crispolti naît à Pérouse en janvier 1563. Il fait ses premières études au séminaire de Pérouse où il étudie la théologie, la musique et les belles-lettres sous la direction de Marco Antonio Bonciari. Il s’applique ensuite à l’étude du droit et obtient le doctorat en droit civil et canonique à l'université de Pérouse en 1591.
Ayant embrassé l'état ecclésiastique, il obtient un canonicat de la cathédrale, et consacre ses loisirs à la culture des lettres. Prince ou président de l'Académie des Insensati, dont il était un des fondateurs, il y lit plusieurs dissertations et des vers très-applaudis.
L’histoire de sa ville natale l'occupe plusieurs années d’une manière exclusive. Il en avait composé les trois premiers livres, lorsqu’il meurt en 1606. Complétée par son neveu, qui se nommait comme lui Cesare Crispolti, cette histoire estt publiée sous ce titre : Perugia Augusta descritta, Pérouse, 1648, in-4°. Elle est rare et recherchée. Dans le recueil des lettres de Marco Antonio Bonciari, on en trouve plusieurs de Crispolti ; d’autres sont dispersées dans différents ouvrages. Crispolti a laissé divers manuscrits : 1° un livre de Poésies italiennes ; 2° des Dissertations, dont quelques-unes ont été publiées en 1628, par L. Ciambini. Pour plus de détails, on peut consulter l’Athenæum Perusinum du P. Oldoini.